# Robert Taylor (acteur australien)
Pour les articles homonymes, voir Taylor et Robert Taylor (homonymie).
Robert Taylor est un acteur australien né le 7 juillet 1963 à Melbourne qui a tourné dans des films et des séries télévisées en Australie, aux États-Unis et en Grande-Bretagne.

## Biographie
Après que ses parents se sont séparés quand il avait neuf ans, il a été difficile pour sa mère de trouver un emploi, et de mettre ses trois enfants à l'école. Robert Taylor a été envoyé dans une ville minière en Australie occidentale pour y vivre avec sa tante et son oncle.
Diplômé de la prestigieuse Western Australian Academy of Performing Arts (en) (WAAPA), il a pourtant travaillé comme mineur à l'adolescence.
Robert Taylor est surtout connu pour son rôle de l'« Agent Jones » dans Matrix. Il a tourné également dans le film d'horreur Solitaire, dans le thriller australien Storm Warning et en 2009 dans le film australien Coffin Rock (en).
De 2012 à 2017, il incarne le rôle principal d'un shérif rural du Wyoming dans la série policière Longmire.
Le 18 avril 2024, on apprend qu'il jouera le rôle de Jackson Gibbs, le père de Leroy Jethro Gibbs dans le préquel de NCIS : Enquêtes spéciales, centré sur Gibbs NCIS : Origins.

## Filmographie

### Cinéma
- 1999 : Matrix (The Matrix), des Wachowski : L'Agent Jones
- 2000 : Muggers, de Dean Murphy : Détective Constable Porter
- 2000 : Vertical Limit, de Martin Campbell : Skip Taylor
- 2002 : The Hard Word, de Scott Roberts : Frank Malone
- 2003 : Ned Kelly, de Gregor Jordan : Sherritt Trooper
- 2007 : Solitaire (Rogue), de Greg McLean : Everett Kennedy
- 2008 : Long Weekend, de Jamie Blanks : Bartender
- 2009 : Coffin Rock, de Rupert Glasson : Rob Willis
- 2014 : Healing, de Craig Monahan : Vander
- 2015 : Diversion (Focus), de John Requa et Glenn Ficarra : McEwen
- 2017 : Kong: Skull Island : Le capitaine de l'Athena
- 2018 : En eaux troubles (The Meg) de Jon Turteltaub : Dr. Heller

### Télévision
- 1989 : Summer Bay (série télévisée, 20 épisodes) : Nicholas Walsh
- 1990 : Hong Kong Connection (série télévisée, 7 épisodes) : Détective Peter Marenta
- 1995 : The Last Bullet (téléfilm) : Sergent Caldwell
- 1999 : First Daughter (téléfilm) : Mason
- 2001 : Ballykissangel (série télévisée, 8 épisodes) : Father Vincent Sheahan
- 2002 : MDA (série télévisée, 8 épisodes) : Paul Bennett
- 2004 : The Mystery of Natalie Wood (téléfilm) : Nicholas Ray
- 2011 : Killing Time (série télévisée, 5 épisodes) : Tim Watson-Munro
- 2013 : Mr & Mrs Murder (série télévisée, 1 épisode) : Alistair Travers
- 2012 à 2017 : Longmire (série télévisée) : Shérif Walt de Longmire
- depuis 2021 : Profession : reporter : Geoff Walters
- depuis 2024 : NCIS: Origins : Jackson Gibbs